# Crotalaria paracistoides
Crotalaria paracistoides är en ärtväxtart som beskrevs av Antonio Rocha da Torre. Crotalaria paracistoides ingår i släktet sunnhampor, och familjen ärtväxter. Inga underarter finns listade i Catalogue of Life.